# Karl-Eugen Kurrer

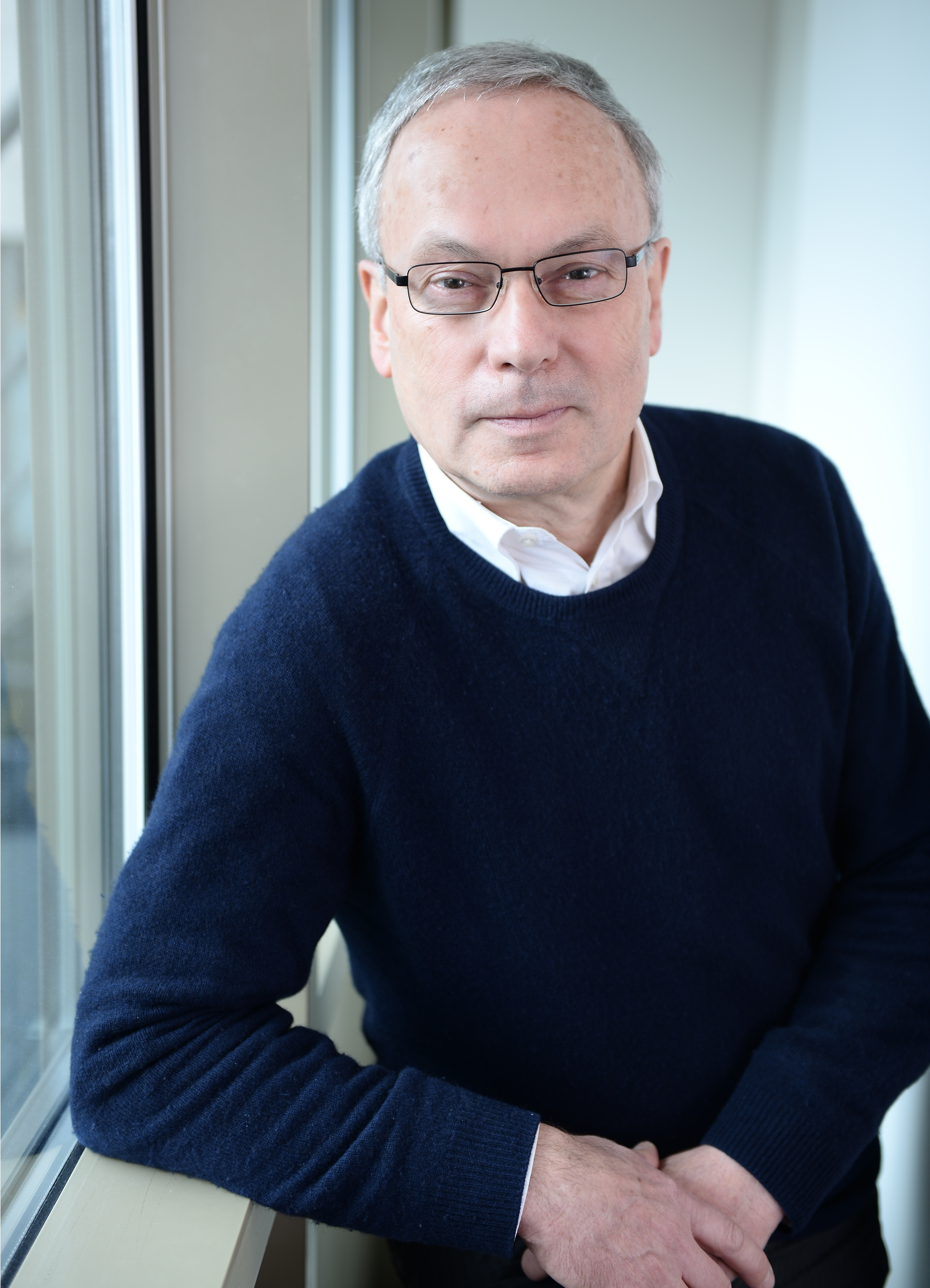
Karl-Eugen Kurrer (2018)

Karl-Eugen Kurrer (* 10. August 1952 in Heilbronn) ist ein deutscher Bauingenieur und Historiker der Bautechnik.

## Ausbildung und Wirken
Von 1959 bis 1963 besuchte Kurrer die Dammschule und danach die Dammrealschule in Heilbronn. Er war ein Schüler von Friedrich Löchner, der Kurrer 1968 zur Mittleren Reife führte und sein Interesse für die deutschsprachige Literatur zu wecken verstand. Kurrer studierte, nach dem Realschulabschluss und einer Maurerlehre bei der Firma Paul Ensle in Heilbronn, von 1970 bis 1974 Bauingenieurwesen an der Staatsbauschule Stuttgart und war als Werkstudent bei der Firma Losberger in Heilbronn (heute Losberger De Boer in Bad Rappenau) tätig. Nach Abschluss des Studiums arbeitete er bei Losberger in der Abteilung Hallenbau als Bauingenieur.
1974 erhielt er den Zugang zum Universitätsstudium und ging an die TU Berlin, studierte dort Bauingenieurwesen und Physikalische Ingenieurwissenschaften, erlangte 1981 mit der Arbeit, Entwicklung der Gewölbetheorie vom 19. Jahrhundert bis zum heutigen Stand der Wissenschaft am Beispiel der Berechnung einer Bogenbrücke das Diplom und wurde 1986 mit einer Dissertation über die Kinematik und Kinetik von Rohrschwingmühlen promoviert.
In Zusammenarbeit mit Eberhard Gock (1937–2016) verfolgte Kurrer das Thema der Dissertation weiter. Die Entwicklung führte schließlich 1993/94 an der TU Clausthal zur gegenüber der herkömmlichen Rohrschwingmühlen wesentlich energieeffizienteren Exzenter-Schwingmühle. Für diesen neuartigen Mühlentyp erhielt der Leiter der Forschergruppe, Eberhard Gock, mit dem Industriepartner den Technologietransferpreis der Industrie- und Handelskammer Braunschweig des Jahres 1998.
Von 1989 bis 1995 arbeitete Kurrer als Entwicklungsingenieur bei Telefunken Sendertechnik in Berlin (unter anderem beteiligte er sich an der Entwicklung von Tragstrukturen für große Antennenanlagen sowie einer drehbaren Kurzwellenantenne).
1996 wurde Kurrer Leiter des Arbeitskreises Technikgeschichte des VDI-Bezirksvereins in Berlin-Brandenburg e. V. (Ende 2003 trat Stefan Poser in die Leitung des Arbeitskreises ein).
Kurrer war vom 1. Januar 1996 bis zum 28. Februar 2018 Chefredakteur der Zeitschrift Stahlbau im Verlag Ernst & Sohn. Dort trieb er die Gründung der Zeitschrift Steel Construction voran, die in Kooperation mit der European Convention for Constructional Steelwork (ECCS) seit 2009 vierteljährlich erscheint, und war im Verlag für den Bereich Stahlbau zuständig.
Kurrer ist ein führender Historiker der Bautechnik. Er schrieb darüber neben zahlreichen Aufsätzen und Buchbeiträgen auch eine Monographie, (540 Druckseiten), die in erweiterter Fassung auch ins Englische übersetzt wurde (848 Druckseiten) und weltweit Verbreitung fand. Mit der zweiten stark erweiterten deutschen (1164 Druckseiten) und englischen Auflage (Juni 2018, 1212 Druckseiten) gelang Kurrer die erste Gesamtdarstellung der Entwicklungsgeschichte der Baustatik, die u. a. eine Geschichte der Erddrucktheorie und der Computerstatik enthält. Mit Achim Hettler publizierte Kurrer im März 2019 ein Buch über Erddruck, dessen englische Version im November 2019 erschien. Zudem arbeitet er an der Neuen Deutschen Biographie (NDB) und dem Österreichischen Biographischen Lexikon (ÖBL) mit. Gemeinsam mit Werner Lorenz gibt Kurrer die Buchreihe „Construction History Series/Edition Bautechnikgeschichte“ heraus, die bei Ernst & Sohn verlegt wird.
Seit 2002 war er an den Organisationen von internationalen Kongressen zur Bautechnikgeschichte beteiligt (International Congress on Construction History). Mit dem ehemaligen Inhaber des Lehrstuhls für Bautechnikgeschichte und Tragwerkserhaltung der BTU Cottbus-Senftenberg, Werner Lorenz, organisiert Kurrer seit 2007 die Vortragsreihe „Praktiken und Potenziale von Bautechnikgeschichte“ am Deutschen Technikmuseum Berlin. Kurrer ist Gründungsmitglied der Gesellschaft für Technikgeschichte und der Gesellschaft für Bautechnikgeschichte. Auf der Homepage der letztgenannten Gesellschaft findet sich auch sein Text über die „Aufgaben der Bautechnikgeschichte“.
Seit 2018 wirkt Kurrer als Lehrbeauftragter am Masterstudiengang Bauingenieurwesen der Hochschule Coburg und vertritt dort im Wintersemester das Fach Technikgeschichte.
Kurrer publizierte seit 1980 auch zahlreiche Zeitungsbeiträge, die sich mit der Technik sowie den Technik- und Naturwissenschaften im gesellschaftlichen Kontext befassen. Für das im Herbst 2012 gegründete online-Magazin „momentum“ verfasst er regelmäßig Texte über Themen aus den genannten Bereichen und der Bautechnik.

## Ehrungen
- Am 1. Juni 2016 erhielt er die Ehrenplakette des VDI Berlin-Brandenburg.[30]
- Am 18. Oktober 2017 verlieh ihm die BTU Cottbus-Senftenberg die Ehrendoktorwürde für seine hervorragenden wissenschaftlichen Leistungen auf dem Gebiet der Bautechnikgeschichte.[31]

## Schriften
- Geschichte der Baustatik. Ernst & Sohn, Berlin 2002, ISBN 3-433-01641-0.
- The History of the theory of structures. From arch analysis to computational mechanics. Ernst & Sohn, Berlin 2008, ISBN 978-3-433-01838-5.
- Werner Lorenz: Karl-Eugen Kurrer 60 Jahre. In: Stahlbau. Band 81, Nr. 9, 2012, ISSN 1437-1049, S. 731–732, doi:10.1002/stab.201290127.
- Zur Entwicklungsgeschichte des deutschsprachigen Tabellenwerks im Bauingenieurwesen. In: Uta Hassler (Hrsg.): Der Lehrbuchdiskurs über das Bauen. Vdf Hochschulverlag, Zürich 2015, ISBN 978-3-7281-3686-2, S. 262–281.
- Johann Wilhelm Schwedler. In: Jessica Hänsel, Jörg Haspel, Christiane Salge, Kerstin Wittmann-Englert (Hrsg.): Baumeister – Ingenieure – Gartenarchitekten (= Berlinische Lebensbilder. Band 11). Duncker & Humblot, Berlin 2016, ISBN 978-3-428-14587-4, S. 439–456.
- Geschichte der Baustatik. Auf der Suche nach dem Gleichgewicht. 2., stark erw. Auflage. Ernst & Sohn, Berlin 2016, ISBN 978-3-433-03134-6.[20]
- Bautechnikgeschichte in Deutschland. In: Bautechnik. 94 (2017), Heft 5, S. 274–294, ISSN 0932-8351 (zusammen mit Werner Lorenz).
- The History of the Theory of Structures. Searching for Equilibrium. Construction History Series/Edition Bautechnikgeschichte, ed. by Karl-Eugen Kurrer and Werner Lorenz. Ernst & Sohn, Berlin 2018 (mit Biografie, S. XXVIII–XXIX), ISBN 978-3-433-03229-9
- Erddruck. Ernst & Sohn, Berlin 2019, ISBN 978-3-433-03274-9 (zusammen mit Achim Hettler)
- Kurt Beyers Beitrag zur Baustatik. In: Beton- und Stahlbetonbau. 115 (2020), Heft 1, S. 62–80, ISSN 0005-9900.
- Mit Volker Wetzk: Das Zusammenspiel von Industrie, Verwaltung und Wissenschaft bei der Formierung einer Konstruktionssprache von Lagern im Eisen- und Stahlbau. In: Konstruktionssprachen. Überlegungen zur Periodisierung von Bautechnikgeschichte. Eine Hommage an Werner Lorenz, hrsg. v. Roland May, Volker Wetzk, Sabine Kuban, Clara Jiva Schulte, Michael Maria Bastgen u. Bernhard Heres, Bd. 5 der Reihe „Kulturelle und technische Werte historischer Bauten“, hrsg. v. Klaus Rheidt u. Werner Lorenz, S. 73–98. Basel: Birkhäuser Verlag 2020, ISBN 978-3-0356-2228-7.
- Mit Bernhard Hauke: Die Kunst der Technik. Bauingenieure in Deutschland / The art of engineering. Civil and structural engineers in Germany. In: Ingenieurbaukunst – Engineering Made in Germany, hrsg. v. d. Bundesingenieurkammer, S. 16–25. Ernst & Sohn, Berlin 2021, ISBN 978-3-433-03326-5.
- Vier Bauingenieure der Berliner Bauakademie. In: Bautechnik 99 (2022), H. 8, S. 639–646, ISSN 0932-8351
- Mit Jan Gade, Ekkehard Ramm und Manfred Bischoff: Marc Biguenets Beitrag zur Berechnung der Seilnetztragwerke für die Olympischen Spiele 1972. In: Stahlbau 91 (2022), H. 9, S. 612–621, ISSN 1437-1049